# Балмер, Стив
Стивен Энтони Ба́лмер (англ. Steven Anthony Ballmer, род. 24 марта 1956 года, Детройт, США) — миллиардер, генеральный директор корпорации Microsoft с января 2000 года по февраль 2014 года. Владелец клуба НБА «Лос-Анджелес Клипперс».

## Происхождение
Стивен Балмер родился в городе Детройт в семье Беатрис Дворкин (Beatrice Dworkin) и Фредерика Генри Балмера (Frederic Henry Ballmer) — менеджера Ford Motor Company. Его отец был швейцарским иммигрантом, а мать — американской еврейкой.
Дед Балмера по материнской линии Шлойме Дворкин и прадед жили и были похоронены в Пинске (ныне Беларусь). Кроме того, в том же городе его дяде принадлежала пекарня. Шлойме Дворкин работал в портняжной мастерской, находившейся в предместье Пинска — Молотковичах. В октябре 2007 года Стив Балмер, вместе со своей сестрой, совершил поездку в Пинск, в ходе которой посетил местные культурные учреждения и синагогу, где встретился с раввином и председателем пинской еврейской общины.

## Карьера
В 1973—1977 учился в Гарвардском университете, окончил его со степенью бакалавра искусств в области математики и экономики. В 1977—1979 работал в Procter & Gamble. В 1979 поступил в Стэнфордскую школу бизнеса.
Стивен Балмер пришел в Майкрософт в июне 1980 года по приглашению Билла Гейтса, с которым он познакомился во время учебы в Гарвардском университете. Практически с самого начала карьеры стал значимой фигурой в компании. Руководил разработкой первых версий MS-DOS и Windows.
В январе 2000 года Балмер стал преемником Гейтса, заменив его на посту генерального директора. На должности CEO Стивен Балмер заведовал финансовой деятельностью Майкрософт, тогда как Гейтс оставался председателем совета директоров и главным программным архитектором, сохраняя право выбора технологической стратегии.
В 2006 году Билл Гейтс отошёл от повседневных задач, покинув пост главного программного архитектора, оставаясь председателем совета директоров. Такое развитие событий дало Балмеру полную свободу действий, необходимую для серьёзных управленческих шагов в Майкрософт.

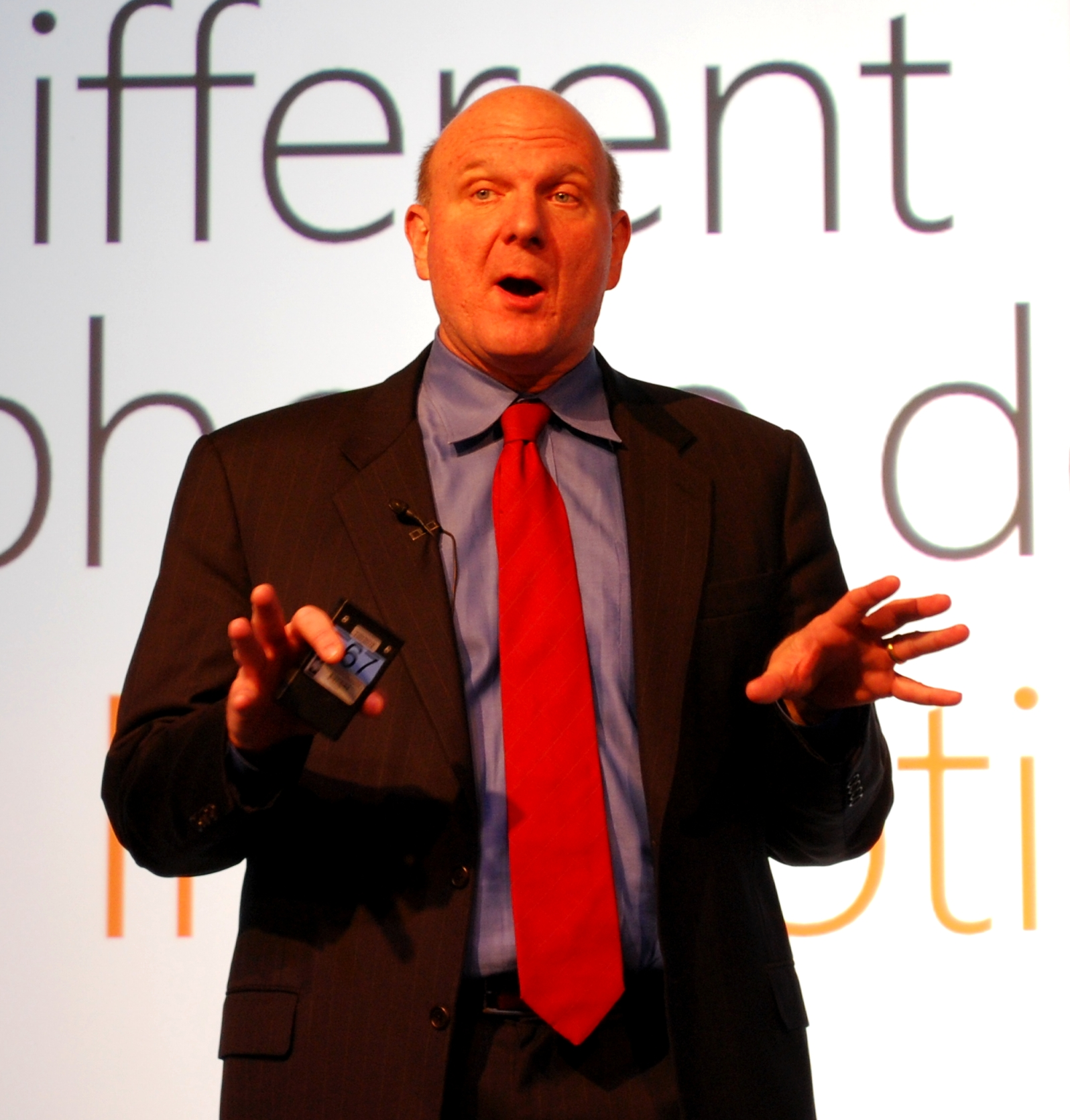
2010 год

После отставки Билла Гейтса Балмер курировал «резкое переключение от наследия компании, ориентированного в первую очередь на ПК»: заменил большинство руководителей основных подразделений в борьбе с «вотчинами, скрывающими таланты», — и, по словам Businessweek, у компании «теперь едва ли не лучшая линейка продуктов в её истории». Стивен Балмер сыграл ключевую роль в проведении стратегии Microsoft в сфере облачных вычислений с приобретением Skype.
Под руководством Балмера годовой доход вырос с 25 млрд.долл. до 70 млрд.долл., а чистая прибыль увеличилась на 215 % — до 23 млрд.долл. Хотя эти деньги были получены в основном от прежних франшиз — Windows и Office, Балмер поддерживал их прибыльность, оберегая от давления со стороны конкурентов с более доступными аналогами — Linux, прочих операционных систем с открытыми исходными кодами и Google Docs.
Балмер также ввёл полдюжины новых направлений деятельности, как, например, дата-центры — Data Centers Division (6,6 млрд.долл. прибыли в 2011) и Xbox — Entertainment and Device Division (8,9 млрд.долл.). По общегодовому приросту прибыли правление Балмера в Microsoft (16,4 %) превзошло показатели других известных CEO — Джека Уэлча из General Electric (11,2 %) и Луиса Герстнера из IBM (2 %). Диверсификация производства помогла смягчить зависимость Microsoft от рынка персональных компьютеров и мобильных устройств в 2010-х, поскольку «рынок ПК уже находится на закате своего развития и „коробочные“ программы для настольных ЭВМ, на которых Microsoft заработала свои миллиарды, уже не являются трендообразующими, и если Microsoft не хочет застрять в начале постПК-эры, ей необходимо меняться».
По данным квартального отчёта от апреля 2013, хотя доля рынка Windows Phone 8 и Windows 8 увеличилась на единицы, доход компании вырос на 19 % по сравнению с предыдущим кварталом в 2012 году — за счёт подразделений Microsoft Business Division (включая Office 365) и Server and Tools Business, каждое из которых больше, чем подразделение Windows.
Вместе с тем Балмера упрекают в упущенных рынках новых потребительских технологий, некоторые из которых изначально были изобретены в Microsoft, но обрели коммерческий успех под рукой Apple Inc. (iPod, смартфоны iPhone, планшеты iPad), и теперь Microsoft вынуждена играть на этих рынках роль догоняющего.
В правление Балмера «во многих случаях компания Microsoft ухватывала такие технологии как смартфоны, сенсорные экраны, смарт-кары и „умные“ наручные часы, зачитывающие вслух спортивные сводки, задолго до Apple и Google. Но постоянно убивала многообещающие проекты, если они грозили её дойным коровам» (Windows и Office). Так, выручка от продаж только лишь Apple iPhone (около 22,7 млрд.долл.) в первом квартале 2012 года превысила суммарную выручку Microsoft по всем направлениям бизнеса (17,4 млрд.долл) за тот же период.
Стоимость акций Microsoft не росла в период Балмера. В итоге в мае 2012 президент хедж-фонда Greenlight Capital Дэвид Эйнхорн призвал Балмера к уходу с поста CEO Microsoft. «Его продолжающееся присутствие — самая большая угроза для акций Microsoft», — заявил Эйнхорн о Балмере.
В мае 2012 в своей колонке в журнале Forbes Адам Хартунг охарактеризовал Балмера как «худшего CEO крупной публичной американской компании», который «увёл Microsoft от нескольких самых быстро растущих и наиболее привлекательных технологических рынков (мобильной музыки, мобильников и планшетов)».
23 августа 2013 года Балмер объявил о своем намерении в течение 12 месяцев подать в отставку с поста генерального директора корпорации. Об этом Microsoft сообщила в своем пресс-релизе.
29 мая 2014 года выдвинул предложение выкупить баскетбольный клуб NBA «Лос-Анджелес Клипперс» за 2 миллиарда долларов. 12 августа 2014 года стал его официальным владельцем.

## Критика
Балмер известен своим взрывным характером, требовательностью к сотрудникам компании и навязчивой рекламой продуктов Майкрософт, а также своей неприязнью к iPhone — продукту компании-конкурента Apple.
Признание экс-сотрудника Microsoft Марка Луковски (Mark Lucovsky) — Когда Луковски объявил Стиву Балмеру о своем уходе в Google, тот неожиданно схватил стул и швырнул его через комнату.
Два года подряд, в 2012—2013 годах журнал Forbes включал Балмера в рейтинг «худших руководителей публичных компаний США». Среди недостатков, допущенных лично Стивеном Балмером, озвучиваются: слабые позиции Майкрософт в сфере интернет-поиска; опоздание с выходом на рынок мобильных устройств; упущенные возможности на развивающихся рынках. За время руководства Балмера общий курс акций Майкрософт упал на 36 %.

## Личное состояние
Балмер был первым миллиардером в мире, обязанным своим состоянием опционам, полученным от своего работодателя — корпорации Microsoft, в которой он не был ни основателем, ни родственником основателя. В 2013 году, будучи наёмным работником, Стив Балмер обладал состоянием в $15,2 млрд, что по данным журнала Forbes соответствовало 51 месту в списке богатейших людей планеты, и первому в списке богатейших людей, не являющихся собственниками бизнеса или их родственниками.
Стив Балмер является вторым после Билла Гейтса крупнейшим акционером Microsoft, на его долю приходится 4,66 % акций.
В 2021 году, благодаря непрерывному росту акций Microsoft, его состояние достигло $121 млрд, что соответствует 10-му месту в списке миллиардеров.

## Личная жизнь
Женат на Конни Снайдер — сотруднице компании Майкрософт. Отец троих детей.

## Выступления
- I love this company! Архивная копия от 31 октября 2017 на Wayback Machine
- Ballmer sells Windows XP Архивная копия от 30 июля 2017 на Wayback Machine
- Developers Архивная копия от 18 февраля 2020 на Wayback Machine
- Steve Ballmer screamed «Web Developers» on Mix08 Архивная копия от 11 мая 2017 на Wayback Machine

## Награды
16 февраля 2011 года Стивен Балмер награждён Орденом Почётного легиона.